# 휴먼 서바이벌 도전자
《휴먼 서바이벌 도전자》는 매주 금요일 오후 11시 5분에 방송된 대한민국의 방송 채널 KBS 2TV의 서바이벌 프로그램이다.

## 개요
일반인 남녀 지원자 중 공개모집을 통해 남녀 18명의 후보를 사전에 선정한 뒤, 하와이에서 2011년 5월 20일부터 20일 간 11회까지 블루팀과 레드팀의 팀전, 12~15회는 개인전으로 신체적, 지적, 사회적 미션 게임을 한다. 미션 게임에 필요한 능력은 한국체육측정평가학회, 인하대학교 스포츠과학연구소, 한국직업능력개발원 엔잡인재진단연구소에서 분석하여 그래프로 표시한다. 오전/오후 두 번에 걸쳐 미션 게임을 한다. 미션에서 진 팀에서 탈락 후보자가 나오고 9회까지 탈락자선정위원회에서 4명 중 3명 구제, 구제받지 못한 1명이 탈락하는 방식이고 10회부터는 동반탈락후보자제도 폐지, 탈락자선정위원회에서 다수결로 탈락자를 결정하는 서바이벌 프로그램이다. 총 16회에 걸쳐 방송된다. 하와이에서 촬영한 15회 분량은 사전 제작이다. 마지막 16회는 생방송으로 진행된다. 최종 우승시에는 1억원의 우승 상금과 세계일주 항공권, 스폰서기업 취업 기회가 제공된다.
- 협찬 기업 : IBK 기업은행
- 의상 협찬 : BLACK YAK

## 팀 구성
- 남자 도전자 중 가장 나이 많은 김영필과 가장 나이 어린 박주현이 여자 도전자 중 1명씩 선택하고 선택된 여자 도전자는 남은 남자 도전자 중 1명을 선택하는 릴레이 방식

- 레드팀 : 김영필 → 김이슬 → 허홍 → 구자영 → 노승혁 → 윤나영 → 김호진 → 현해리 → 서민수
- 블루팀 : 박주현 → 김지원 → 김성경 → 임미정 → 최창엽 → 황의영 → 방창석 → 박미소 → 김현진

- 6회에서 팀 재구성 (빅 아일랜드)

- 각 팀 대표는 자신과 다른 팀원 중 한명을 뽑으면 된다. 그 후 뽑힌 팀원은 또 다시 자신과 다른 팀원 중 한명을 뽑아 나가는 형식

- 레드팀 : 김호진 → 방창석 → 허홍 → 박미소 → 서민수 → 김지원, 구자영(본인 선택)
- 블루팀 : 김성경 → 윤나영 → 임미정 → 노승혁 → 박주현 → 최창엽

- 10회에서 팀 재재구성 (오아후 섬)

- 6회 팀 재구성하는 방식과 동일

- 레드팀 : 김지원 → 김성경 → 김호진 → 박주현
- 블루팀 : 임미정 → 허홍 → 노승혁 → 서민수, 최창엽(본인 선택)

- 대국민 문자투표 : 후보번호 또는 이름 + #1080 (정보이용료 100원 + 전송료와 부가세 별도)

- 방송이 끝난 후 3시간까지만 투표 가능
- 최종우승의 자격이 있는 도전자에게 투표
- 매회 투표 결과가 누적되며 마지막회까지 남은 도전자들에게만 합산·반영되어 최종우승자 선정 (단, 탈락자에게는 투표 불가)

## 출연자
- MC(진행자) : 정진영
- 성우 : 김영찬
- 도전자 담당 주치의 : 윤현석(자생한방병원 한의사)
- 특별 출연

- 3회 : 박훈 부장(하와이 가이드), 임준석 과장(하와이 가이드), 신혼부부들
- 10회 : 오후 미션 특별 심사위원 - 정윤희(한인방송국 사장), 강기엽(하와이 한인회장), 이혜련(하와이 주립대 교수)
- 11회 : 오후 미션 심사위원 - 이병원(하와이 주립대학교 민족음악학 교수)
- 13회 : 오후 미션 - 하와이 퍼시픽 대학의 치어리더팀
- 15회 : 오후 미션 심사위원 - 김장현(하와이 주립대학교 커뮤니케이션학과 교수)

- 탈락자선정위원회 심사위원

- 강지원 변호사(청소년 보호위원회 초대위원장) (심사위원장)
- 조벽 동국대학교 석좌교수
- 하와이 현지인

- 태미 쿠보(하와이 지역문화재단 이사회 자문위원, 1회)
- 도노반(하와이주 상원의원, 2회)
- 리사 쿠보타(한국계 미국인/하와이 뉴스 나우 앵커, 3~5회)
- 이사 바(하와이 유명 방송인, 6~7회)
- 도나 킴(하와이주 의회 상원부의장, 8/10회)
- 미쉘 카울루 아매럴(하와이 훌라춤 명인, 9회)
- 에드워드 슐츠(하와이 주립대 부총장/동양학과 학장, 12~15회)

- 김홍신(前 국회의원/건국대학교 석좌교수/소설가, 11~14회)

### 18인의 도전자
| - 구자영 (24세) - 한국외국어대학교 중국어과 4학년 - 중국학 전문교수 지망 - 김성경 (30세) - 서울대학교 체육교육과 4학년 - 폭주족 출신 서울대생 - 김영필 (41세) - 서울 서초경찰서 경감, 경찰특공대 출신 - 김이슬 (26세) - 경희대학교 경영대학원 석사과정 - 브랜드 업계 CEO 지망생 - 김지원 (25세) - 광주대학교 레저스포츠과 졸업 - 미스춘향대회 출신 - 쇼핑몰 창업 준비중 - 김현진 (33세) - (주)레인디 대표 - 호주 시드니 공과대학교 졸업 - 사업 15년차의 젊은 CEO | - 김호진 (35세) - 주한미군 생존교관(주한미군 한국군 지원단 작전처 오퍼레이션 스페셜리스트), 특전사 출신 - 한국체육대학교 사회체육대학원 졸업 - 노승혁 (24세) - 미국 로드아일랜드 디자인 스쿨 휴학 - 국가대표 미식축구선수 - 박미소 (25세) - 미국 시카고 아트 컬리지 휴학 - 2010년 미스코리아 서울 미 - 박주현 (23세) - 디지털 서울문화예술대 실용음악과 휴학 - 래퍼 - 방창석 (31세) - 익스트림 스포츠팀 팀장 - 부천대학 관광정보과 졸업 - 특전사 출신 - 서민수 (28세) - 여수시 무림체육관 특공무솔 지도사범 - 여수공업고등학교 졸업 | - 윤나영 (31세) - 대전 동부소방서 119 안전센터 - 충남대학교 법학과 졸업 - 국내 여성 최초 미국 화재폭발조사관 - 임미정 (37세) - 주부, 前 보디빌딩 국가대표 - 한국체육대학교 사회체육과 졸업 - 최창엽 (23세) - 영화감독 지망생 - 고려대학교 미디어학부 2학년 - 허홍 (25세) - 미국 유타대학교 방문학생 - 서울대학교 독어독문학과 휴학 - 해군 특수전여단(UDT) 출신 - 현해리 (22세) - 화가 지망생 - 서울대학교 동양화과 3학년 - 황의영 (22세) - 수원 천천고등학교 졸업 - 대입 준비중 |

## 에피소드
- episode 1 : 18인의 도전자, 도전의 땅에 첫 발을 내딛다. (쿠알로아 랜치, 시크릿 아일랜드, 와이키키 해변)

- 좁은 탑 위에 전원 올라서기 (레드팀 승)
- 한국의 전통음료를 활용한 무알콜칵테일을 개발해 판매하라 (블루팀 승)

- episode 2 : 서서히 드러나는 음모와 배신 (돌 플랜테이션, 와이키키 해변, T레스토랑, 듀크 카하나모쿠 라군)

- 세계 최대의 미로를 탈출하라 (블루팀 승)
- 몸싸움 캐치볼 (레드팀 승)

- episode 3 : 형제에서 칼을 품은 적으로 (와이키키 해변, 토마스 스퀘어, 주정부청사, 이올라니 궁전, 킹 키메하메하 동상, 반얀트리)

- 수상전차 꼬리잡기 (블루팀 승)
- 하와이 투어가이드 되기 (블루팀 승)

- episode 4 : 두 얼굴의 여자 숨겨진 발톱을 드러내다 (와이키키 해변)

- 릴레이 깃발잡기 (레드팀 승)
- 글로벌 프렌즈 (블루팀 승)

- episode 5 : 타협과 소신, 그 잔인한 아이러니 (시크릿 아일랜드, 호놀룰루)

- 수중 모래주머니 가져와 단어 완성하기 (레드팀 승)
- 하와이 특산품 사오기(이카이카 헬멧, 티키 목각인형, 코코넛 비키니, 쿠쿠이 목걸이, 우쿨렐레) (블루팀 승)

- episode 6 : 새로운 시작, 그리고 사생결단의 혈투 (빅 아일랜드)

- 지난 이야기 내레이션 : 방창석
- 수상 머드 레슬링 (블루팀 승)
- 미술품 찾아서 사진 찍어오기(중국 조각상, 방패, 원숭이 조각상) (블루팀 승)

- episode 7 : 배후의 조종자, 드디어 모습을 드러내다 (돌핀 퀘스트, 빅 아일랜드)

- 지난 이야기 내레이션 : 정진영
- 투명 원통수조에 물 채우기 (블루팀 승)
- 티키목상 찾아오기 (블루팀 승)

- episode 8 : 벼랑 끝에 선 자들, 승리를 향한 그 처절한 목마름 (화산지형 헬기투어, 킬라우에아 화산)

- 부표 탑 위에 올라서기 (레드팀 승)
- 불창 던지고 퀴즈 맞히기 (레드팀 승)

- episode 9 : 같은 하늘 아래 두 개의 태양은 없다 (빅 아일랜드 코나)

- 큐브 쌓기 (블루팀 승)
- 사진 속 인물 찾기 - 미션 3개 수행(3명이 수영복입고 공 안으로 들어가는 워터 슬라이드, 카누타고 반환점 돌아오기, 포케 먹기) (블루팀 승)

- episode 10 : 상처입은 호랑이와 사냥감을 노리는 수사자의 만남 (오아후 섬, 매직 아일랜드, 하와이한인이민사, 하와이컨벤션센터)

- 동반탈락후보자 제도 폐지, 탈락자선정위원회 구제 방법 다수결로 변경
- 수중 사칙연산 (레드팀 승)
- 한인문화회관 건립기금 마련을 위한 홍보영상 만들기 - 승리팀 동영상은 하와이 한인회 홈페이지에 게시 (블루팀 승)

- episode 11 : 아직 끝나지 않은 믿음과 배신의 이중주 (와이키키 해변, 하와이 주립 대학교 마노아 캠퍼스, 하와이 주립 대학교 한국학센터)

- 큐브 퍼즐 맞추고 상대편 떨어트리기 (레드팀 승)
- 한국 노래 가르치기 - 레드팀(꿍따리 샤바라), 블루팀(거위의 꿈) (레드팀 승)

- episode 12 : 새로운 운명에 맞서는 7명의 도전자 (와이키키 해변, 쿠알로아 랜치, 하와이컨벤션센터)

- 탈락자선정위원회 심사위원 1명 추가
- 철봉에 매달리기 (허홍 승)

- 우승자는 탈락 투표에서 제외

- 철인 러닝 퀴즈 (임미정 탈락후보)

- 꼴찌는 탈락 투표없이 바로 탈락 후보자가 됨
- 문제 푸는 순서 : 임미정 - 김지원 - 박주현 - 김호진 - 서민수 - 김성경 - 허홍
- 구제 순서 : 김호진 - 김성경 - 김지원 - 박주현 - 서민수 - 허홍

- episode 13 : 영원한 적도, 동지도 없는 냉혹한 서바이벌의 시작 (하와이주립대학교 마노이캠퍼스 실내체육관)

- 파트너 정해서 부표 뒤집기 (임미정, 허홍, 김호진 승)

- 6명이 3조로 나뉘어 1:1대결
- 승자 3명은 투표대상에서 제외, 패자 3명을 대상으로 탈락후보투표
- 레드 김지원 (허홍) 9 : 11 블루 임미정 (김성경)
- 레드 허홍 (김호진) 13 : 7 블루 박주현 (김성경)
- 레드 김호진 (허홍) 11 : 9 블루 김성경 (박주현)

- 가짜 치어리더 찾기 (김성경, 김호진, 김지원 승)

- 정답(0명)에 가장 적은 숫자를 적은 사람이 승자, 승자는 투표대상에서 제외
- 순서 : 임미정 (3, 5, 7) - 허홍 (1, 3, 6, 7) - 김성경 (1, 5) - 박주현 (1, 3, 4, 6) - 김호진 (3, 5) - 김지원 (3, 5)

- episode 14 : 운명의 라이벌 벼랑 끝에서 만나다 (와이키키 해변과 인접한 호놀룰루 시내)

- 서핑 보드 위에서 버티기 (김성경 승)

- 우승자는 탈락투표대상에서 제외

- 사진 속 인물 찾기 (허홍 탈락후보)

- 최종 목적지에 가장 늦게 도착한 사람이 투표 없이 탈락 후보
- 앵무새 사진 찍어주는 아저씨 (와이키키 해변) - 신문지 인간 동상 (국제 시장 앞) - 근위병 (킹스 빌리지) - 미션 : Challengers, Please go to the first camping spot.(첫 번째 캠핑한 장소로 가시오.) (하와이에 도착한 후 밤에 캠핑을 한 장소에서 표지판을 따라 그 옆에 있는 세미나실로 가면 된다.[KBS "Challenge" Lehua Room])

- episode 15 : 도전자들의 마지막 승부, 그리고 최후의 3인 (폴리네시안 문화센터)

- 심사위원 김홍신은 한국 강연 일정 관계로 탈락자선정위원회에 불참하였다.
- 경사 위에서 줄잡고 오래 버티기 (김호진 승)

- 우승자는 탈락투표대상에서 제외

- 하와이 한인 성공신화 인터뷰 (한인문화회관 건립기금 기부금 모금) (김성경 탈락후보)

- 50점 만점에서 점수가 가장 낮은 사람이 투표 없이 바로 탈락 후보
- 임미정 - 이영배 패브릭마트(Fabric Mart) 사장 (42점)
- 김지원 - 강범식 힐로 해티 (Hilo Hatti) 사장 (48점)
- 김성경 - 폴김 (김행남) 고하식품(Koha Foods) 사장 (꼴찌)
- 김호진 - 정계성 하와이한인방송국(KBFD-TV) 회장 (47점)

## 탈락자
| 팀전   | 팀전            | 팀전                             | 팀전                             | 팀전        |
| 회차   | 방송일          | 탈락 후보자(블루)                | 탈락 후보자(레드)                | 최종 탈락자 |
| ------ | --------------- | -------------------------------- | -------------------------------- | ----------- |
| 1      | 2011년 6월 24일 | 황의영 → 김성경                  | 서민수 → 김이슬                  | 황의영      |
| 2      | 2011년 7월 1일  | 방창석 → 김현진                  | 윤나영 → 김이슬                  | 김현진      |
| 3      | 2011년 7월 8일  | 없음                             | 김이슬 → 김영필, 김호진 → 허홍   | 김이슬      |
| 4      | 2011년 7월 15일 | 최창엽 → 박미소                  | 윤나영 → 김영필                  | 김영필      |
| 5      | 2011년 7월 22일 | 임미정 → 방창석                  | 현해리 → 구자영                  | 현해리      |
| 6      | 2011년 7월 29일 | 없음                             | 박미소 → 김지원, 방창석 → 김호진 | 방창석      |
| 7      | 2011년 8월 5일  | 없음                             | 김지원 → 구자영, 김호진 → 서민수 | 구자영      |
| 8      | 2011년 8월 12일 | 박주현 → 노승혁, 윤나영 → 최창엽 | 없음                             | 윤나영      |
| 9      | 2011년 8월 19일 | 없음                             | 김호진 → 박미소, 김지원 → 허홍   | 박미소      |
| 10     | 2011년 8월 26일 | 노승혁 (0)                       | 김성경 (3)                       | 노승혁      |
| 11     | 2011년 9월 2일  | 최창엽 (0), 임미정 (3)           | 없음                             | 최창엽      |
| 개인전 |                 |                                  |                                  |             |
| 회차   | 방송일          | 탈락 후보자                      | 탈락 후보자                      | 최종 탈락자 |
| 12     | 2011년 9월 9일  | 서민수 (1), 임미정 (3)           | 서민수 (1), 임미정 (3)           | 서민수      |
| 13     | 2011년 9월 16일 | 박주현 (0), 임미정 (4)           | 박주현 (0), 임미정 (4)           | 박주현      |
| 14     | 2011년 9월 23일 | 김호진 (3), 허홍 (1)             | 김호진 (3), 허홍 (1)             | 허홍        |
| 15     | 2011년 9월 30일 | 김지원 (2), 김성경 (1)           | 김지원 (2), 김성경 (1)           | 김성경      |

### 피날레
16회 2011년 10월 7일 (생방송)
- 장소 : KBS별관 공개홀
- 방청객

- 심사위원(조벽, 김홍신)
- 권선주 IBK기업은행 부행장
- 최후의 3인 가족
- 3회 오후 미션 하와이 투어 가이드에 나왔던 5쌍의 신혼부부들
- 하와이 왕복 여행권에 당첨된 사람들
- 윤현석 팀닥터, 지상렬 촬영 감독
- 하와이관광청 관계자
- 홈페이지에 방청 신청한 시청자
- 강지원 심사위원장은 개인 사정으로 불참

- 최후의 3인 : 김호진, 임미정, 김지원
- 숨겨진 규칙 : 탈락자들은 시청자에게 받은 투표수의 10분의 1을 자신이 지지하는 최종 3인 중 한 명에게 줄 수 있다.
- 최후 1인 선정 방식 시청자의 누적 투표수에 동료들이 준 투표수를 합산해 가장 많은 투표를 받은 사람이 최종 우승
- 미방영분 - 이제는 말할 수 있다(도전자 최고 위기의 순간, 김영필의 좌충우돌 도전기, 숨겨진 러브라인을 찾아서-구자영♡노승혁, 박미소♡방창석)
- 동료 도전자들의 투표

- 김지원 : 황의영(24표), 박주현(94표), 김성경(2125표)
- 김호진 : 김영필(35표), 현해리(24표), 방창석(458표), 노승혁(278표), 서민수(152표), 허홍(365표)
- 임미정 : 김현진(7표), 김이슬(34표), 구자영(57표), 윤나영(49표), 박미소(122표), 최창엽(240표)

- 투표 합산(동료 도전자 득표 수 + 시청자 득표 수)

- 김지원 : 2,243표 + 17,437표 = 19,680표
- 김호진 : 1,312표 + 32,775표 = 34,087표
- 임미정 : 509표 + 16,776표 = 17,285표

### 최종 우승자
- 김호진
- 시상 : 1억+세계일주항공권 -> 길환영 (KBS 부사장), IBK기업은행 특별채용증서 -> 권선주 (IBK기업은행 부행장)
- 상품 : 상금 1억 원, 세계일주 항공권, IBK기업은행 특별채용증서, 하와이 왕복 비즈니스 항공권과 숙박권

## 방송 후
- 우승자 김호진은 고민 끝에 현재 직장을 그만두고, '기업은행'에 입사하기로 결정.
- 2위이자 여성 도전자 중 최다 득표자인 김지원은 2011년 11월부터 연예가 중계 리포터로 발탁.
- 11회 탈락자인 최창엽은 이후 배우로 데뷔했으나 마약 사건으로 인해 은퇴.[1]

## 순위
| 순위 | 이름   | 소속사                            | 경력                                                       |
| ---- | ------ | --------------------------------- | ---------------------------------------------------------- |
| 1    | 김호진 | IBK기업은행, 前주한미군오퍼레이션 | 前주한미군생존교관                                         |
| 2    | 김지원 |                                   | 리포터, 미스춘향                                           |
| 3    | 임미정 |                                   | 前보디휘트니스선수권대회 코치, 前보디빌딩선수권대회 동메달 |
| 4    | 김성경 | 스누마켓                          | 前KOICA 협력 요원                                          |
| 5    | 허홍   |                                   | 前UDT                                                      |
| 6    | 박주현 |                                   | 래퍼                                                       |
| 7    | 서민수 | 여수무림체육관                    | 특공무술 지도사범                                          |
| 8    | 최창엽 | 前샘마루                          | 회사원, 前배우                                             |
| 9    | 노승혁 |                                   | 미식축구 국가대표                                          |
| 10   | 박미소 | 싸이더스HQ                        | 배우, 미스코리아                                           |
| 11   | 윤나영 | 대전동부소방서                    | 前화재폭발조사관                                           |
| 12   | 구자영 |                                   |                                                            |
| 13   | 방창석 |                                   | 익스트림 스포츠팀장                                        |
| 14   | 현해리 | Mooam                             |                                                            |
| 15   | 김영필 | 서초경찰서                        | 前경찰특공대                                               |
| 16   | 김이슬 |                                   | 배우                                                       |
| 17   | 김현진 | 레인디                            |                                                            |
| 18   | 황의영 |                                   |                                                            |

## 시청률
| 회차 | 방송일          | 전국 시청률(증감치) |
| ---- | --------------- | ------------------- |
| 1    | 2011년 6월 24일 | 6.2%                |
| 2    | 2011년 7월 1일  | 5.3%(-0.9)          |
| 3    | 2011년 7월 8일  | 4.6%(-0.7)          |
| 4    | 2011년 7월 15일 | 5.5%(+0.9)          |
| 5    | 2011년 7월 22일 | 5.4%(-0.1)          |
| 6    | 2011년 7월 29일 | 5.5%(+0.1)          |
| 7    | 2011년 8월 5일  | 6.0%(+0.5)          |
| 8    | 2011년 8월 12일 | 5.9%(-0.1)          |
| 9    | 2011년 8월 19일 | 4.2%(-1.7)          |
| 10   | 2011년 8월 26일 | 4.1%(-0.1)          |
| 11   | 2011년 9월 2일  | 4.6%(+0.5)          |
| 12   | 2011년 9월 9일  | 5.2%(+0.6)          |
| 13   | 2011년 9월 16일 | 4.2%(-1.0)          |
| 14   | 2011년 9월 23일 | 4.6%(+0.4)          |
| 15   | 2011년 9월 30일 | 3.9%(-0.7)          |
| 16   | 2011년 10월 7일 | 3.8%(-0.1)          |

| 회차 | 방송일          | 전국 시청률 (증감치) |
| ---- | --------------- | -------------------- |
| 1    | 2011년 6월 24일 | 5.6%                 |
| 2    | 2011년 7월 1일  | 5.0%(-0.6)           |
| 3    | 2011년 7월 8일  | 4.7%(-0.3)           |
| 4    | 2011년 7월 15일 | 5.3%(+0.6)           |
| 5    | 2011년 7월 22일 | 5.0%(-0.3)           |
| 6    | 2011년 7월 29일 | 4.6%(-0.4)           |
| 7    | 2011년 8월 5일  | 5.9%(+1.3)           |
| 8    | 2011년 8월 12일 | 5.9%(0)              |
| 9    | 2011년 8월 19일 | 4.3%(-1.6)           |
| 10   | 2011년 8월 26일 | 4.3%(0)              |
| 11   | 2011년 9월 2일  | 4.4%(+0.1)           |
| 12   | 2011년 9월 9일  | 5.6%(+1.2)           |
| 13   | 2011년 9월 16일 | 4.5%(-1.1)           |
| 14   | 2011년 9월 23일 | 5.2%(+0.7)           |
| 15   | 2011년 9월 30일 | 5.1%(-0.1)           |
| 16   | 2011년 10월 7일 | 4.8%(-0.3)           |

- 파란색 숫자는 '최저 시청률'이고, 빨간색 숫자는 '최고 시청률'을 나타낸다.

## 같이 보기
- 사소한 도전 60초
- 출발 드림팀 시즌2